# Záhadné případy
Záhadné případy je osmidílný televizní seriál, vysílaný od 27. října do 15. prosince 2024 na TV Nova. Pod pracovním názvem Za domem v lese jej připravila pro platformu Voyo společnost Bionaut Vratislava Šlajera; režie se ujal Lukáš Hanulák, scénář vznikl úsilím Štefana Titky, Andyho Fehua, Věry Starečkové a Pavla Gottharda. Jde o mysteriózní, paranormálně pojatou detektivku s Miroslavem Donutilem v hlavní úloze.

## Synopse
Vdovec Jaroslav Sezemský patřil v 90. letech mezi špičkové léčitele. Časem se stal více racionálním, méně se exponuje. Po smrti manželky Dagmar (když Kláře bylo dvanáct) zatrpkl a poněkud zpodivínštěl; jeho vztah s dcerou Klárou není nejlepší. Potkává Petra, svého fanouška z doby své slávy, a společně řeší případy vykazující paranormální prvky. Jejich klientela se rekrutuje z těch, kterým do života vstoupily nadpřirozené okolnosti. Klára oběma při pátrání pomáhá a postupně se sbližuje s Petrem.

## Obsazení
| herec            | postava           | povolání       | poznámky                    |  |
| hlavní postavy   | hlavní postavy    | hlavní postavy | hlavní postavy              |  |
| ---------------- | ----------------- | -------------- | --------------------------- |  |
| Miroslav Donutil | Jaroslav Sezemský | léčitel        | otec Kláry                  |  |
| Martin Donutil   | Petr Liška        | fanoušek záhad |                             |  |
| Sára Donutilová  | Klára Sezemská    | bylinkářka     | dcera Jaroslava a Dagmar    |  |
| Gabriela Csinová | † Dagmar          | (zjevuje se)   | žena Jaroslava, matka Kláry |  |

## Epizodní obsazení
1. díl: Dokud nás smrt nerozdělí – Ivan Lupták (ženich), Tereza Švejdová (nevěsta), Aleš Procházka (otec ženicha), Stanislava Jachnická (matka nevěsty), Jaroslav Pížl (otec nevěsty), Přemysl Bureš (policista), Tomáš Beneš (svatebčan), Kateřina Pithartová Kozinová (svatebčanka), František Strnad (doktor), Helena Virgler (matka oběti), Michal Roneš (otec oběti), Štěpán Uhlíř (mladší verze ženicha), Miroslav Hrabě (mladší verze ženichova otce), Soňa Beamont (svatebčanka), Kateřina Coufalová (servírka), Robert Tyleček (patolog), Daniel Laso (svatebčan).
2. díl: Nikdy nejsi sám – Petra Bučková (matka), Lukáš Jůza (nevlastní otec), Veronika Dobešová (dcera), Ivana Andrlová (babička), Jana Janěková (sociální pracovnice), Radka Rüsterová (sociální pracovnice), Jakub Hais, Jaroslav Slánský, Karolína Pípalová.

## Seznam dílů
| Č. v seriálu | Název                    | Režie         | Scénář          | Datum premiéry na Voyo | Datum premiéry na TV Nova | Sledovanost v milionech v TV (podíl 15+) |
| ------------ | ------------------------ | ------------- | --------------- | ---------------------- | ------------------------- | ---------------------------------------- |
| 1            | Dokud nás smrt nerozdělí | Lukáš Hanulák | Štefan Titka    | 27. října 2024         | 27. října 2024            | 1,144 (32,99%)                           |
| 2            | Nikdy nejsi sám          | Lukáš Hanulák | Štefan Titka    | 27. října 2024         | 3. listopadu 2024         | 1,223 (32,59%)                           |
| 3            | Neviditelná              | Andy Fehu     | Věra Starečková | 3. listopadu 2024      | 10. listopadu 2024        | 1,279 (35,34%)                           |
| 4            | Onlinegeist              | Andy Fehu     | Pavel Gotthard  | 10. listopadu 2024     | 17. listopadu 2024        | 1,134 (30,39%)                           |
| 5            | V poli                   | Lukáš Hanulák | Štefan Titka    | 17. listopadu 2024     | 24. listopadu 2024        | 1,137 (32,05%)                           |
| 6            | Propast                  | Jan Haluza    | Andy Fehu       | 24. listopadu 2024     | 1. prosince 2024          | 1,182 (31,77%)                           |
| 7            | Zahraj to znovu          | Jan Haluza    | Petr Koubek     | 1. prosince 2024       | 8. prosince 2024          | 1,140 (28,89%)                           |
| 8            | Za domem v lese          | Andy Fehu     | Štefan Titka    | 8. prosince 2024       | 15. prosince 2024         | 1,064 (28,71%)                           |

## Výroba
Seriál vznikal od počátku podzimu roku 2023 pod pracovním názvem Za domem v lese.